# Zümrüt Gülbay-Peischard
Zümrüt Gülbay-Peischard (* 25. März 1970 in Ankara als Zümrüt Gülbay) ist eine deutsche Juristin und Publizistin. Sie ist seit 1998 Professorin für Wirtschaftsrecht an der Hochschule Anhalt in Bernburg (Saale). Sie war bei ihrer Berufung die jüngste Juraprofessorin Deutschlands.

## Werdegang
Gülbay-Peischard wuchs in einer Gastarbeiterfamilie in Berlin-Wedding auf. Sie kam mit zwei Jahren nach Deutschland und legte ihr Abitur als Jahrgangsbeste ab. Es schloss sich ein Studium der Betriebswirtschaftslehre und der Rechtswissenschaft an der Freien Universität Berlin von 1989 bis 1993 an. Nach dem Ersten Juristischen Staatsexamen war sie während des Referendariates nebenberuflich als Assistentin des Seniorpartners einer wirtschaftsrechtlich ausgerichteten Rechtsanwaltskanzlei tätig und promovierte mit 25 zum europäischen Wettbewerbsrecht über das Thema Vergleichende Werbung, Subsidiarität und Europa : die Richtlinie zur vergleichenden Werbung unter Beachtung des Subsidiaritätsprinzips im Recht der Europäischen Gemeinschaft. Sie war daraufhin zunächst als Rechtsanwältin in Berlin tätig. Daneben arbeitete sie als Dozentin an unterschiedlichen Hochschulen.
1998 wurde sie zur Professorin an der Hochschule Anhalt in Bernburg (Saale) ernannt. Sie war zum Zeitpunkt ihrer Berufung die jüngste Juraprofessorin Deutschlands und erhielt dadurch mediale Aufmerksamkeit.
An der Hochschule Anhalt ist sie im Fachbereich Wirtschaft Studiengangsleiterin für den Studiengang Bachelor und Master Wirtschaftsrecht. Ihr Schwerpunkt ist das internationale Wirtschaftsrecht. Seit 2018 ist sie Gleichstellungsbeauftragte ihres Fachbereichs. Gülbay-Peischard und Sarah Piper sind Sprecherinnen der Landeskonferenz der Gleichstellungsbeauftragten der Hochschulen und Universitätskliniken in Sachsen-Anhalt.
Außer in Bernburg lehrt Gülbay-Peischard am Berliner Institute of Electronic Business sowie an der Hochschule für Wirtschaft und Recht Berlin. Sie ist als externe Beraterin für die Anwaltskanzlei „Wiesensee, Petruschke und Partner“ tätig.
Gülbay-Peischard ist verheiratet und Mutter von zwei Kindern.

## Engagement
Gülbay-Peischard arbeitet für verschiedene Integrationsprojekte und meldete sich als Deutschtürkin in den Medien zu Wort. Sie sprach beim Integrationskongress der CDU/CSU-Bundestagsfraktion Mitte Oktober 2008. Sie war Mitbegründerin des „Clubs des 21. Jahrhunderts“, der 2010 eine Diskussion mit Thilo Sarrazin veranstaltete. Sie war Teilnehmerin bei der Deutschen Islamkonferenz.
Im Nachrichtenmagazin Focus äußerte sie sich 2012 kritisch zur Einstellung mancher Migranten:

„Manche Muslime sind latent beleidigt, weil sie erwarten, dass jeder den Islam kennen muss. Nein. Muss nicht jeder. […] Deutschland liegt in Mitteleuropa und ist christlich. Punkt. Wer hierher mit einer fremden Kultur und mit einer fremden Religion kommt, muss sich erklären. Als Juristin formuliere ich das als Bringschuld.“

## Trivia
Am 5. Februar 2002 war sie in der Talkshow Johannes B. Kerner zu Gast. In der Quizsendung Ich weiß alles! war Gülbay-Peischard am 6. Oktober 2018 Kandidatin.

## Publikationen (Auswahl)
- Zümrüt Gülbay: Vergleichende Werbung, Subsidiarität und Europa: die Richtlinie zur vergleichenden Werbung unter Beachtung des Subsidiaritätsprinzips im Recht der Europäischen Gemeinschaft (= Berliner Hochschulschriften zum gewerblichen Rechtsschutz und Urheberrecht. Nr. 35). Berlin-Verl. Spitz, Berlin 1997, ISBN 978-3-87061-693-9 (Dissertation).
- Zümrüt Gülbay-Peischard, Susanne Meyer: Gesetz gegen unseriöse Geschäftspraktiken - Informationspflichten im ersten Inanspruchnahmeschreiben. In: Zeitschrift für das Forderungsmanagement – zfm. Nr. 3, 2016, ISSN 2364-2688, S. 91–95.
- Zümrüt Gülbay-Peischard, Susanne Meyer: Gesetz gegen unseriöse Geschäftspraktiken - Informationspflichten im ersten Inanspruchnahmeschreiben. Teil II: Empirische Befunde zur Informationspraxis nach § 11a Abs. 1 Satz 1 RDG. In: Zeitschrift für das Forderungsmanagement – zfm. Nr. 4, 2016, ISSN 2364-2688, S. 148–157.
- Zümrüt Gülbay-Peischard: Akadämlich: warum die angebliche Bildungselite unsere Zukunft verspielt. Quadriga, Köln 2024, ISBN 978-3-86995-154-6.